# Interestatal 15 en Arizona

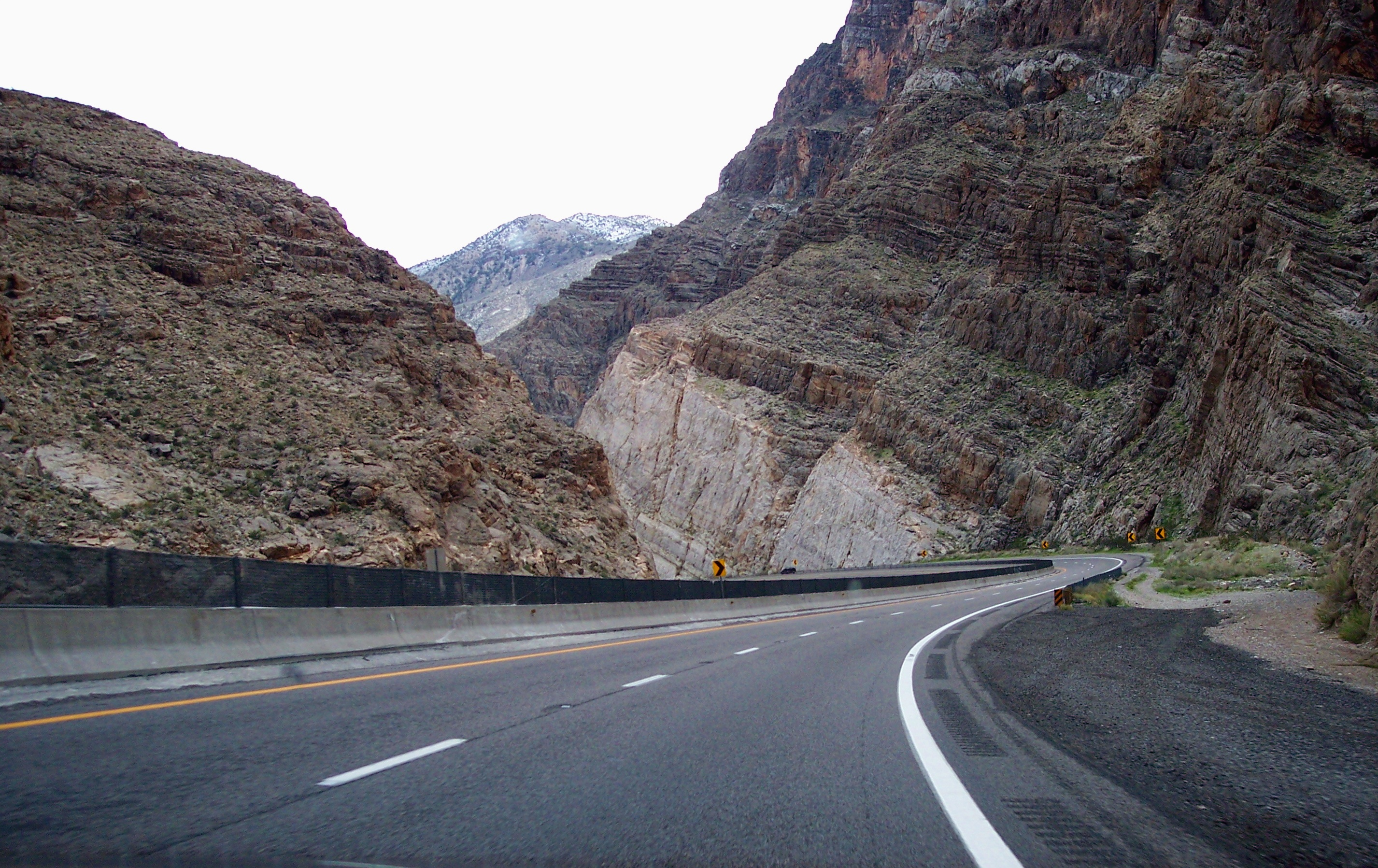
I-15 y Virgin River Gorge

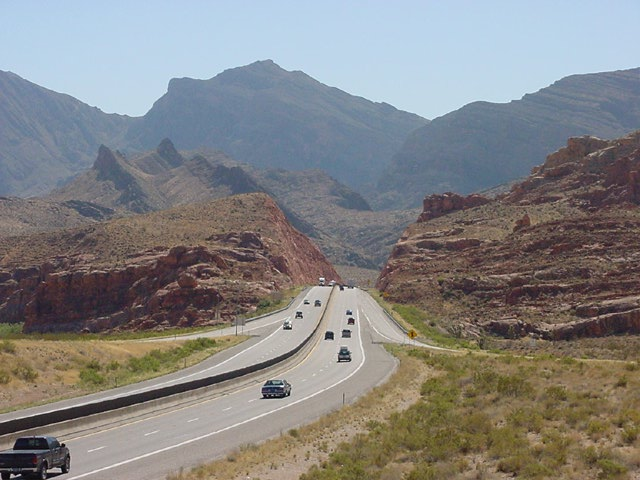
Vista desde la salida 18

La Interestatal 15 (I-15), una Autopista Interestatal que se extiende desde San Diego a la frontera de Canadá, transcurre a través del Condado de Mohave, en el noroeste de Arizona. A pesar de su longitud de 29,43 millas (47,36 km) y su aislamiento del resto del estado en el Arizona Strip remoto, es notable por el trecho pintoresco a través del Virgin River Gorge. La carretera se prolonga hacia el noreste desde la frontera de Nevada al noreste de Mesquite, Nevada hasta la frontera de Utah al suroeste de St. George, Utah.

## Descripción de la Ruta
La carretera es designada como Veterans Memorial Highway, un nombre que continúa en Utah. La I-15 sigue paralela al Río Virgen, pero el terreno se hace abrupto y en la milla 13, donde empieza el Virgin River Gorge.  El tráfico es de, aproximadamente, 23 000 vehículos por día.  La autopista es parte del Corredor CANAMEX, un corredor que une Edmonton en Canadá y Ciudad de México.
La carretera entra en Arizona en el noreste de Mesquite y Las Vegas, paralelamente a la antigua US 91. La primera salida es en Littlefield. La I-15 cruza el río, cerca de Littlefield y pasa por otra salida, la número 9, que fue construida después de la apertura inicial de la I-15.
Cerca de la salida 9, la I-15 entra en Virgin River Gorge (Cañón del Río Virgen), pasando a través de una sección llamada "The Narrows" ("los estrechos").  Los acantilados del cañón son de piedra caliza y tienen unos 500 pies (150 m) de altura por encima de la carretera.  Hay muchos accesos para llegar a los acantilados.  Dentro del cañón, que asciende hacia el norte y desciende hacia el sur, hay cinco puentes que cruzan el río. La carretera sigue el curso del río.
El cañón se abre ligeramente en la salida de Cedar Pocket (salida 18), donde hay un área de descanso. Este lugar se entregó al Bureau of Land Management en 2002, que mantienen el Virgin River Gorge Recreation Area. La I-15 continua en paralelo con el río Virgin, pero se desvía en la parte estrecha del cañón.  El follaje del cañón consiste en tamariscos, fresnos, álamos, sauces y árboles de Josué. Las flores silvestres como globemallows, marigolds y abronias crecen durante la primavera.  En la milla 22.5, la carretera cruza el río Virgen por última vez, continuando hacia el este y después, hacia el noreste.

## Historia
El Old Spanish Trail al Sur de California tenía dos rutas a través del noroeste de Arizona, dividiéndose a Littlefield. Una continuaba hacia el norte, dirigiéndose a Utah, y la otra iba al noreste, a través del Virgin River Gorge, cruzando la frontera en el área del Monumento de las Cuatro Esquinas.
Cuando se planearon las Interestatales, las autoridades decidieron guardar 12 millas (19 km) de la US 91 y pasar a través del Virgin River Gorge para aprovechar la calidad inferior de la ruta para los camiones.  La construcción se completó al principio de los sesenta, en el lugar entre Nevada y el cañón. Los puentes se completaron en 1962. El puente encima del río Virgen cerca de Littlefield fue completado en 1964.  Al norte del cañón, el paso elevado encima de Black Rock Road fue completado en 1965.
La construcción través del cañón fue más lenta y más dificultosa, y el segmento no estuvo terminado hasta el 14 de diciembre de 1973.  Para ayudar a la construcción, el estado de Utah envió parte de sus fondos a Arizona.  La carretera tiene poca importancia para la necesidad de transporte de Arizona desde que no conecta con ninguna comunidad de Arizona, pero sirve como un enlace de vital importancia entre la capital de Utah Salt Lake City y Las Vegas.  Arizona le volvería a pagar todo lo que recibió de Utah.
En octubre de 1969, un helicóptero de reconocimiento en el cañón se estrelló debido a fuertes vientos, causando la muerte del piloto. La ruta planeada a través del cañón requirió la construcción de cuatro puentes encima del río Virgen. El puente oeste y el puente norte se terminaron en 1972.  En 1973, los cinco puentes se habían completado.  Incluso antes de su apertura, se promovió como la más pintoresca carretera del estado. El río  Virgin se canalizó 12 veces en lo que fue la más cara autopista rural del país, costando unos $10 millones por milla.

## Lista de Salidas
Toda la ruta se encuentra en el Condado de Mohave.
| Milla | Kilómetro | # de salida | Destino                 | Notas         |
| ----- | --------- | ----------- | ----------------------- | ------------- |
| 8.61  | 13.85     | 8           | Beaver Dam, Littlefield | Antigua US 91 |
| 9.63  | 15.49     | 9           | Desert Springs          |               |
| 18.35 | 29.53     | 18          | Cedar Pocket            |               |
| 27.49 | 44.24     | 27          | Black Rock Road         |               |